# 存在論的、郵便的―ジャック・デリダについて
『存在論的、郵便的―ジャック・デリダについて』（そんざいろんてき ゆうびんてき ジャック・デリダについて）は、東浩紀の著作である。『批評空間』(II-3,7,11,15-17)に連載されたのち、1998年10月、一般書として新潮社から書籍化され出版され、1999年に博士論文として東京大学に提出された、東浩紀最初の本格的な哲学書である。1999年サントリー学芸賞（思想・歴史部門）受賞作品。

## 概要
本書はジャック・デリダのふたつの脱構築、つまり論理的-存在論的脱構築と精神分析的-郵便的脱構築についての解説および、なぜ前者から後者の脱構築へと変遷していったのかという謎、変遷の間に書かれた1970年代の奇妙なテクストの読解を目的としている。デリダの論理的-存在論的脱構築はゲーデルの不完全性定理と形式的に等しいとする、柄谷行人の着想を基盤にしている。クリプキ、ゲーデルの数学的結果を援用しながら、この時期のデリダの思考を紐解いている。ただし、それら援用の妥当性については、疑問が寄せられることが少なくない。
後半は、否定神学システムである論理的-存在論的脱構築を退け、複数的な超越論性へと至るため、フロイトの精神分析を援用する。
論理的脱構築とは、まず(1)所与のシステム（あるいはテクスト）を形式化し、(2)そこに自己言及的な決定不可能性を見出し、(3)そのポイント（あるいは穴）を超越論化することでシステム全体の構造を逆説的に説明する思考である。「逆説的に」とは、問題のシステムはつねに、安定を欠きつつも、まさにその不安定性によって安定しているものだと説明されるからである。(3)の段階を特に「存在論的脱構築」と呼ぶ。この(1)(2)(3)の道（否定神学）はマルティン・ハイデッガーの存在論、ポール・ド・マンの文学批評、ラカン派精神分析、ジジェクのイデオロギー論、岩井克人の貨幣論などに一貫して発見される。
郵便的脱構築とは、(1)(2)(3)への「抵抗」として捉えられるものである。その抵抗は3つのレベルで構成されている。

## 構成
第一　スタイルの、あるいはパフォーマティブなレベル((1)への抵抗）
デリダの読解において所与のテクストはつねに要素（語あるいは綴り字）の集積へと分解され、テクストの縁を超え連想関係の網目のなかに溶解する。この特徴は、ときに恣意的な言葉遊びとしか見えないスタイルに反映されている。そこでは著者の意図や語られた概念といった確固たる対象を扱うことができず、ただエクリチュールの断片（接頭辞や接尾辞、あるいはglといった断片）だけを頼りにテクストを読むしかない。
第二　隠喩＝概念の、あるいはコンスタティブなレベル((3)への抵抗）
否定神学システムはそこに宿る決定不可能性、システムの限界を開示しつつかつ同時に縫合するある特権的対象（呼び声、ファルス、貨幣、代補）の運動により初めて安定する。その対象は『絵葉書』を参照し「超越論的シニフィアン」と名付けられる。デリダはこの超越論的シニフィアンの循環＝回帰構造そのものが内破される可能性を示唆する。特に「郵便」「幽霊」といった語の再検討により、超越論的シニフィアンがシステムの限界を開示しつつもそれを縫合せず、しかもそのように放置された限界がシステムの内部に複数に漂っているという認識が示される。システム全体を脱構築した残余として得られる単数的「外傷」から、システムの細部、シニフイアンの送付一回一回の微細なずれ（誤配）から生じる複数的「幽霊」へ。そこではシステム全体を想定することができない以上、もはやゲーデル問題も起こらない。
第三　転移の、あるいはパフォーマティブとコンスタティブが交差し相互に参照しあうレベル((2)への抵抗）
否定神学的思考は決定不能性を、あるシステム全体の論理がそこで破綻する一点として捉える。郵便的思考はそれをシステムの各要素のあいだで交わされる微視的コミュニケーションと、そこでの確率的錯誤により生じる効果（デッド・ストック）として捉える。ここで「システム」を人間の認識あるいはコミュニケーション構造のことだと議論を限定すれば、否定神学的思考と郵便的思考の差異はハイデッガーとフロイトの差異に重なる。
ハイデッガーにとって現存在が直面する限界（決定不能性）とはあくまでそれ自身のなかにあるもの、「死」の自己言及的固有性にほかならない。
フロイトにおいては意識が直面する限界はむしろ個々のコミュニケーションにおける他者の侵入の痕跡、意識には到達不可能な諸記号のアーカイブ（無意識、エス）だと考えられる。意識の統御を離れたところで無数の記号が交通し、迂回し、ときにそのいくつかがデッド・ストックとして意識を脅かすそのモデルにおいては、「死」は主体の中心に空いた穴ではなく、主体を構成する無数の諸記号にそれぞれ取り憑く行方不明の可能性（幽霊）として複数的にイメージされる。
appendix-ドゥルーズ『意味の論理学』について
経験的世界（実在的 actuel)から超越論的非世界(潜在的 virtuel)が生じるメカニズムとして考案された隠喩＝概念がハイデッガーの「循環構造」やデリダの「郵便」である。ドゥルーズはどうか。
『意味の論理学』は内容的に2つに分けられる。「表層」の２セリー、つまり経験的世界と超越論的非世界の関係について考察する冒頭の26セリーと「表層」そのものの存在可能性について問う最後の8セリー。最後の8セリーは否定神学システム（表層）と郵便＝誤配システム（深層）との2つのシステムの関係を主題にしたものと理解することができる。
なお、「東浩紀の11年間と哲学」（「新潮」7月号、2010年）において東が「経験的なネットワークがむしろ超越論性を生み出す」と述べるのに対し、千葉雅也は「それは、哲学的に展開すると大胆な意見だと思います。カントに従うのならば超越論性というのは現実の条件であるわけですが、その次元をさらに条件づけているものとして経験的なものがある－とすれば要するにそれは、ある種の経験論に立つということになる」と問う。東は「人がなぜ人のなかに超越論性を見出してしまうのか。…僕の考えでは、それは結局は現実のコミュニケーションが極めて複雑なグラフを構成していて、その複雑さを人間は処理できないからです。ハーバート・サイモン風に言えば、「認知限界」です。僕たちはあるかたちでしか世界を切り取れない。だから余剰分が残る。するとその効果が超越論性として知覚されてしまう。」とも述べる。
また、東はTwitter上で、「【郵便的とは】真実とか正義とかについて抽象的に考えるのではなく、むしろ具体的事実のほうが大事なんじゃないの、っていうか、要はおれらが抽象的なこと考えちゃうのって具体的な問題に行き詰まったときじゃね？って発想で、抽象的思考を生んじゃう現実の構造に着眼するコミュニケーション論のこと。」と解説している。
※東は『意味の論理学』の後に出版された『アンチ・オイディプス』が明確な否定神学批判であり、後者におけるガタリの役割が決定的であったことを指摘する。また、『分裂分析的地図作成法』においてガタリが超越論的非世界を「現実的」と「可能的」に分けていることを挙げ、後者において複数的な超越論性の領野を指示している、とする。
appendix2-フーコー『言葉と物』について
(1)論理形式の自己言及的－内在的崩壊（論理的脱構築＝否定神学）とその結果導かれる(2)言語的－超越論的シニフィアンの特権化（存在論的脱構築＝固有名の哲学）というパターンは20世紀後半の大陸系哲学の「紋切り型」である。
『言葉と物』ではルネサンス、古典主義時代、近代の三つの時代におけるエピステーメーの変遷が描かれる。近代的知はメタ/オブジェクトのレベル分けそのものの産出構造について探求する（否定神学）。
『知の考古学』以降、フーコーは諸言説の考古学的考察から言説の体制を支える「知-権力」の分析へと移行する。この変遷は否定神学への抵抗の、デリダやドゥルーズとはまた異なったありかただと解釈することができる。

## 書誌情報
- （単行本）『存在論的、郵便的―ジャック・デリダについて』（新潮社、1998年）ISBN 978-4062173988
- （漫画版）『存在論的、郵便的(マンガ版) 』（木棚環樹著、Post Office、2006年）ISBN 978-4062932721